# حقوق الإنسان في روسيا

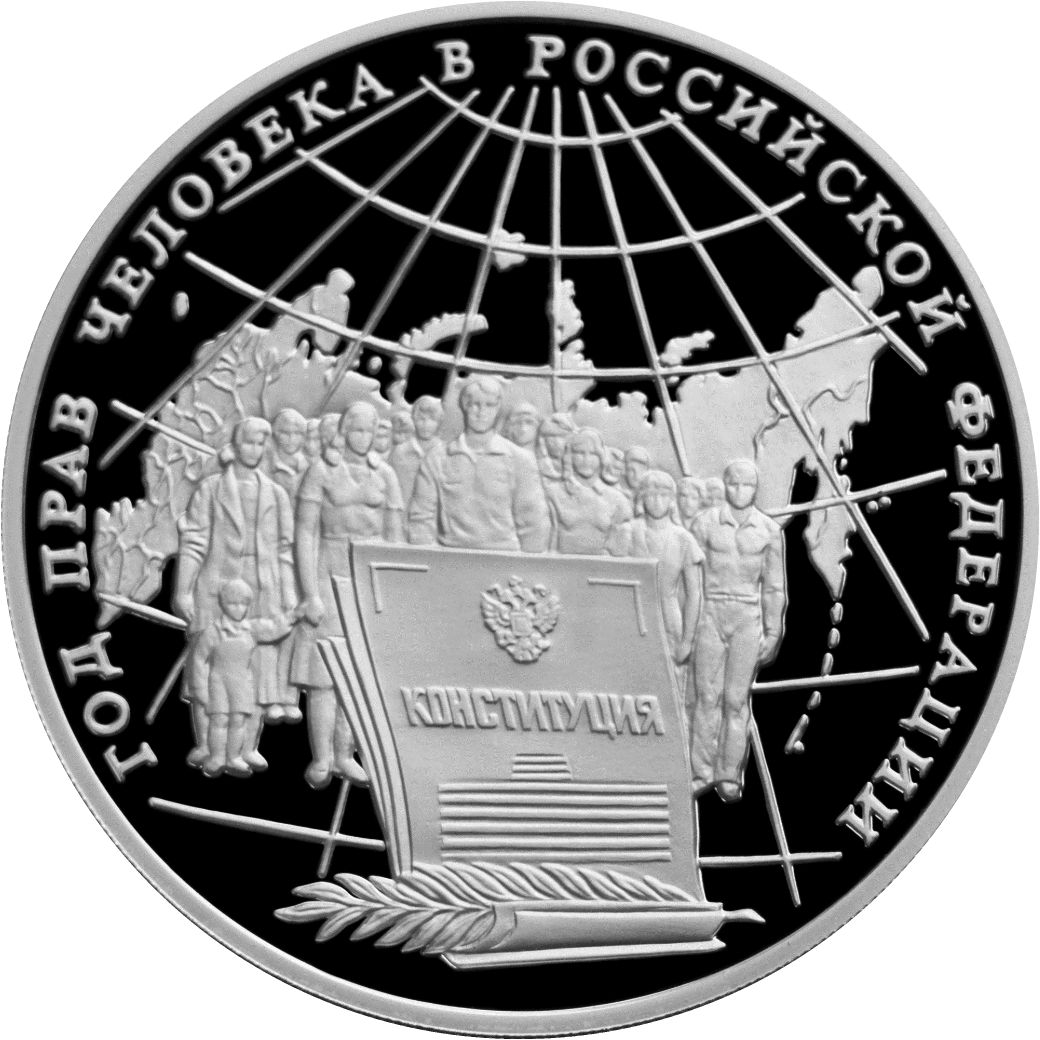

يبقى الاتحاد الفيدرالي الروسي بصفته خليفة للاتحاد السوفيتي مُلزمًا بصكوك حقوق الإنسان (التي اعتمدها الاتحاد السوفيتي) مثل العهد الدولي الخاص بالحقوق المدنية والسياسية والعهد الخاص بالحقوق الاقتصادية والاجتماعية والثقافية. صادقت روسيا في نهاية تسعينيات القرن الماضي على العهد الأوروبي الخاص بحقوق الإنسان (مع تحفظات) ومنذ عام 1998 أصبحت المحكمة الأوروبية لحقوق الإنسان في ستراسبورغ آخر محكمة استئناف يلجأ لها المواطنون الروس في نظام العدالة الخاص بهم. وفقًا للفصل الأول المادة الخامسة عشر في الدستور الروسي الذي اعتمد في روسيا في ديسمبر عام 1993 فإن تجسيدات القانون الدولي لها الأولوية على التشريعات الوطنية الفيدرالية.
في عام 2006، نشرت صحيفة الإيكونوميست تصنيفًا للديمقراطية، والذي وضع روسيا في المرتبة 102 من بين 167 دولة وتعريفها بأنها «نظام هجين له اتجاه نحو تقليص وسائل الإعلام والحريات المدنية الأخرى».
يستمر وضع حقوق الإنسان، وفقًا لتقرير هيومن رايتس ووتش عام 2016، في الاتحاد الفيدرالي الروسي في التدهور.

بحلول عام 2016، بعد أربع سنوات من ولاية بوتين الثالثة كرئيس، أصبح الاتحاد الفيدرالي الروسي في المراتب الأخيرة لتصنيف فريدوم هاوس.
واصل الكرملين حملة القمع على المجتمع المدني، ما زاد من الضغوط على المنظمات غير الحكومية المحلية، ووصف الصندوق الوطني للديمقراطية ومقره الولايات المتحدة ومجموعتين يدعمهما الملياردير المحسن جورج سوروس بأنهم منظمات غير مرغوب فيها. كما كثف النظام قبضته الصارمة على وسائل الإعلام، حيث تشبع المشهد الإعلامي بالدعاية القومية بينما قُمعت الأصوات البديلة الأكثر شعبية.
يقال إنه في عام 2019، مع الجهود المستمرة التي تبذلها فرنسا وألمانيا لإنقاذ موسكو من الطرد من هيئة مراقبة حقوق الإنسان في أوروبا، قد تحتفظ روسيا بمقعدها إذا استأنفت سداد رسوم العضوية.

## نظرة عامة على المشكلات
حدد المراقبون الدوليون والمراقبون المحليون العديد من المشكلات المتجذرة في البلاد، ومن خلال دعوتهم، وجه المواطنون مجموعة من الشكاوى إلى المحكمة الأوروبية لحقوق الإنسان منذ عام 1998. وبحلول 1 يونيو 2007، كانت نسبة 22.5٪ من القضايا المعلقة في المحكمة هي عبارة عن شكاوى ضد الاتحاد الفديرالي الروسي من قبل مواطنيها. وقد ارتفعت هذه النسبة بشكل مطرد منذ عام 2002، حيث كان هناك في عام 2006 151 طلبًا مقبولًا ضد روسيا (من بين 1634 طلبًا لجميع البلدان) بينما كان في عام 2005 110 (من 1036)، وفي عام 2004 كان 64 (من 830)، وفي عام 2003 كان 15 (من 753) وفي عام 2002 كان 12 (من 578).
وفقًا لمنظمات حقوق الإنسان الدولية ووسائل الإعلام المحلية المستقلة، فإن ما يلي كان من بين الانتهاكات الشائعة لحقوق الإنسان في روسيا: الوفيات أثناء الاحتجاز والتعذيب واسع النطاق والمنهجي للأشخاص المحتجزين على أيدي الشرطة وقوات الأمن وحراس السجون؛ انتهاك كرامة الأشخاص في الجيش الروسي. الإهمال والقسوة في المعاملة في دور الأيتام الروسية؛ وانتهاكات حقوق الطفل. وفقًا لمنظمة العفو الدولية، كان هناك تمييز وعنصرية وقتل لأفراد من الأقليات العرقية. في السنوات التي انقضت منذ عام 1992، قُتل ما لا يقل عن 50 صحفياً، بعضهم في حالات النزاع المسلح، لكن آخرين كانوا هدفاً لعمليات القتل بالتعاقد (القتل عن طريق طرف ثالث تتعاقد معه الحكومة).
كانت الشيشان مشكلة منفصلة، وخلال حرب الشيشان الثانية، من سبتمبر 1999 إلى عام 2005، كان هناك العديد من حالات الإعدام بدون محاكمة والاختفاء القسري للمدنيين هناك. وفقًا لأمين المظالم في جمهورية الشيشان، نوردي نوخازاييف، فإن المشكلة الأكثر ألمًا وتعقيدًا في مارس 2007 كانت تتبع أكثر من 2700 مواطن مختطف ومحتجز بالقوة. يوضح تحليل شكاوى مواطني الشيشان أن المشكلات الاجتماعية كانت تتقدم على الدوام؛ وقال إنه قبل عامين، كانت الشكاوى تتعلق في معظمها بانتهاكات الحق في الحياة.

## مأزق المنظمات غير الحكومية منذ عام 2006
غيّر القانون الاتحادي في العاشر من يناير عام 2006 القواعد التي تؤثر على تسجيل وتشغيل المنظمات غير الحكومية في روسيا. أغلقت جمعية الصداقة الروسية الشيشانية وغيرها. أظهر تقرير مفصل صادر عن أولغا غنيزيلوفا أن المنظمات الصغيرة والتطوعية تأثرت بشكل غير متناسب بمطالب الإجراءات الجديدة، لم تتأثر المنظمات غير الحكومية الكبيرة ذات التمويل الكبير.
في أعقاب إعادة انتخاب بوتين في مايو 2012 لفترة ولاية ثالثة كرئيس، أقِرَّ قانون فيدرالي جديد، يشترط على جميع المنظمات غير الحكومية التي تتلقى تمويلًا أجنبيًا والمشاركة في الأنشطة السياسية أن تسجل عملاء أجانب لدى وزارة العدل بالاتحاد الفيدرالي الروسي. بحلول سبتمبر 2016، أدرِجت 144 منظمة غير حكومية في السجل، بما في ذلك العديد من أقدم المنظمات وأكثرها شهرة واحترامًا، دوليًا ومحليًا. يمكن للحكومة وصف المنظمات غير الحكومية بأنها غير مرغوب فيها وعليه تُغرَّم وتُغلق. يمكن تغريم أعضاء المنظمات غير المرغوب فيها وسجنهم.
كانت هذه السياسات التقييدية (تم ردع الممولين الروس أيضًا) بمثابة إنكار للحرية النقابية المنصوص عليها في المادة 30 من دستور الاتحاد الفيدرالي الروسي لعام 1993.

## الاستهداف بالقتل
كان القلق العميق مقصورًا على عمليات الاغتيال الدورية الغامضة لكبار السياسيين والمعارضين والصحفيين والمنتقدين البارزين للحكومة، في الداخل وفي بعض الأحيان في الخارج. تعتقد أجهزة المخابرات الأمريكية والبريطانية أن الحكومة وأجهزة المخابرات الروسية تقف وراء ما لا يقل عن 14 عملية قتل مستهدفة على الأراضي البريطانية.
كان هذا انتهاكًا واضحًا وصارخًا بشكل متزايد للحق الأساسي في الحياة. كان إفلات مرتكبي هذه الأفعال من العقاب، أو من أمر بارتكابها، انتهاكًا للحق في العدالة وفي محاكمة عادلة.
قُتلت الضحايا ذات المستويات الرفيعة بطرق مختلفة.
تسمم البعض على ما يبدو كما هو الحال مع الحساسية غير المفهومة التي قتلت الصحافي يوري شيكوشيخين عام 2003. وبالتأكيد كان التسمم وراء موت عميل الشرطة السرية الروسية ألكسندر ليتفينينكو الذي تسمم بالبولونيوم من قبل عملاء الشركة السرية الروسية في لندن في عام 2006.
قُتل بعضهم بالرصاص في أعمال القتل التقليدية التعاقدية المستخدمة لتسوية الحسابات في عالم الأعمال الجديد الغامض لروسيا ما بعد الاتحاد السوفيتي. وكان من بين هؤلاء الضحايا السياسي الليبرالي وضابط الجيش (الاحتياطي) سيرجي يوشينكوف في أبريل 2003، والصحفية الشهيرة آنا بوليتكوفسكايا في 7 أكتوبر 2006، اللذين قتلوا في موسكو. قُتلت المرشحة الرئاسية لعام 2008 والسياسية المخضرمة في البيريسترويكا غالينا ستاروفيتوفا بالرصاص في سان بطرسبرج في عام 2007 في مدخل مبنى شقتها. أطلِق النار على بعضهم في شوارع وسط موسكو، في وضح النهار كما كان الحال في يناير 2010 للنشطاء المناهضين للفاشية والمحامي ستانيسلاف ماركيلوف والصحفية المتدربة أنستازيا بابوروفا؛ أو على مسافة قصيرة من الكرملين نفسه، حيث قتل السياسي المعارض البارز بوريس نمتسوف في فبراير 2015.
مات بعضهم بعد تعرضهم للضرب المبرح في تقليد لجرائم الشوارع. يبدو أن هذا هو حال الصحافي نيكولاي أندروشينكو في عام 2006، الذي أجرى تغطية صحفية لحرب الشيشان.
الوفيات الوحيدة، من وجهة نظر المراقبين الروس، التي تم التحقيق فيها بشكل مقنع ومقاضاة الجناة بنجاح، هي مقتل ماركيلوف وبابوروفا في موسكو عام 2010 ومقتل عالم الأنثروبولوجيا نيكولاي جيرينكو في سان بطرسبرج عام 2004، واعتبرت الجريمتان من أعمال المتطرفين اليمينيين. وجهت تهم وإدانة لمرتكبي جرائم القتل الأخرى؛ منذ عام 1999، لم يُعرف أي الرجال الذين أمروا بالقتل، أو يجري تقديمهم إلى العدالة.

## السجناء السياسيين
انتهِك الحق في محاكمة عادلة والتحرر من الاضطهاد السياسي أو الديني بشكل متكرر على مدار العقد الماضي.
ارتفع عدد الأشخاص الذين يُعتبرون سجناء سياسيين بشكل موثوق في السنوات الأربع الماضية. حدد مركز ميموريال لحقوق الإنسان، في أيار 2016، العدد الإجمالي وهو 89. وبحلول أيار 2017، اعتبر المركز أن هناك ما لا يقل عن 117 سجين سياسي أو سجين رأي (66 ينتمون إلى منظمة حزب التحرير الإسلامي التي حُظرت في روسيا منذ عام 2010).
كان من بين المعتقلين مدافعين عن حقوق الإنسان وصحفيين مثل ميخائيل تريباشكين وعلماء مثل فالنتين دانيلوف. استخدمت قوانين فضفاضة الصياغة، منذ عام 2007، ضد التطرف أو الإرهاب لسجن النشطاء الشباب الذين احتجوا في كثير من الأحيان لدعم حرية التجمع وضد التزوير الجماعي المزعوم للانتخابات في عام 2011، ومنذ عام 2014، ضد احتلال شبه جزيرة القرم والصراع في شرق أوكرانيا والفساد في أعلى مستويات الحكومة والدولة. كثيراً ما يتعرض السجناء السياسيون للتعذيب في السجون ومراكز الاحتجاز الجنائية.
اعتقل المخرج الأوكراني أوليغ سينتسوف في سيمفيروبول في شبه جزيرة الفرم في العاشر من مايو عام 2010 القرم، ونُقل إلى روسيا، حيث حُكم عليه بالسجن لمدة 20 عامًا بسبب أنشطته الإرهابية المزعومة. واعتبرت منظمة العفو الدولية المحاكمة غير عادلة ودعت إلى إطلاق سراح سنتسوف. وصفت هيومن رايتس ووتش المحاكمة بأنها محاكمة صورية سياسية داعيةً إلى تحرير المخرج.
كانت هناك حالات اعتداء على المتظاهرين نظمتها السلطات المحلية.
مع مرور الوقت، أطلِق سراح بعض هؤلاء المحتجزين، مثل إيغور سوتياجين، ومبادلتهم مع دول أخرى بعملاء روس محتجزين في الخارج. ومع ذلك، فإن الأرقام لا تزال في تصاعد مستمر. ووفقًا لبعض المنظمات، يوجد الآن أكثر من 300 فرد إما حكم عليهم بالسجن في روسيا، أو يُحتجزون حاليًا في انتظار المحاكمة (في الحجز أو قيد الإقامة الجبرية)، أو فروا إلى الخارج أو اختفوا بسبب الاضطهاد لمعتقداتهم ومحاولاتهم لممارسة حقوقهم بموجب الدستور الروسي والاتفاقات الدولية.